# Monin
Pour les articles homonymes, voir Monin (homonymie).
Monin est une entreprise française de production et de commercialisation de sirops, liqueurs et purée de fruits, destinés en priorité aux professionnels (hôtels, restaurants, bars, etc.). Son siège social se trouve à Bourges (Cher).

## Historique

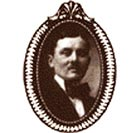
Georges Monin, figurant sur les sirops.

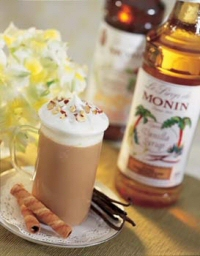
Sirop Monin.

En 1912, le jeune Georges Monin crée à 18 ans une entreprise de vente de vins et spiritueux. Mais ce n'est que vers les années 1920 que sont confectionnés les premiers sirops, qui rendront la marque célèbre.
Georges Monin meurt en 1944. Pour autant, l'entreprise reste familiale. Son fils Paul reprend la direction de l'entreprise quelques mois plus tard. Celui-ci décide d'abandonner la production de vins et de se concentrer sur les sirops, établissant un réseau de concessionnaires partout en France, donnant ainsi aux produits Monin leur image de marque. En 1996, le fils de Paul Monin, Olivier Monin, crée une unité de production à Clearwater, en Floride. Vingt-deux ans plus tard, en 2018, il en crée une en Chine, s'ajoutant alors aux deux sites de productions français, au site malaisien et à ce site américain.
L'entreprise est en position de force sur le marché mondial des bars et de la restauration. Elle adapte sa gamme de produits à l'évolution des goûts et aux habitudes des différents pays sur lesquels elle veut être présente, lançant par exemple un sirop à base de dattes rouges pour la Chine. Elle réalise 75 % de son activité à l'international,,.
L’entreprise compte des établissements en France, en Asie, en Amérique du nord (Clearwater, Floride) et en Australie.
Monin soutient la fondation pour l'innovation et la transmission du goût.

## Récompenses
Les sirops Monin figurent régulièrement parmi les ingrédients des cocktails gagnants des championnats du monde de barmen organisés par l'IBA.